# 細川元勝
細川 元勝（ほそかわ もとかつ）は、安土桃山時代から江戸時代前期にかけての武将。頼範（よりのり）とも。官位は従四位下・讃岐守、侍従。細川京兆家20代当主。

## 生涯
天正9年（1581年）、室町幕府管領職を代々務めた名門細川京兆家19代当主で丹波国守護・細川昭元（のち信良に改名）の子として誕生。母は織田信長の妹お犬の方。幼名は六郎。父から細川京兆家の通字でもある「元」の字を与えられて元勝と名乗る。
大坂で豊臣秀頼に近侍し、小姓頭として5,000石を拝していたという（別名頼範の「頼」の字も秀頼から偏諱を賜ったものとされる）。
同じく室町幕府の名門であった山名氏の、但馬国守護山名堯熙の嫡男である堯政とは親しい間柄にあった。大坂の陣では山名親子と同様に豊臣氏の軍として戦うが、豊臣氏は敗北。元勝は落ち延びた。戦後に織田家などの親族による徳川家への助命嘆願により赦され、細川家と縁の深い京都竜安寺に蟄居した。
その後、姉妹の円光院が秋田実季に嫁いでいた縁で、常陸国宍戸藩の秋田氏に客将として迎えられた。秋田家次代の俊季は円光院の実子すなわち元勝の甥であり、管領細川家の当主であり織田信長の甥であるという類稀な貴種である細川元勝は、秋田家においてはさらに藩主一族としても遇された。
寛永5年（1628年）10月7日、死去。享年48。なお、長男・義元（よしもと）は秋田氏が移封された陸奥国三春藩に仕え、家老である年寄衆より上席として、大老または城代として代々重職を務めた。次男・元明（もとあき）の系統も藩の重職として仕えた（桜谷細川氏）。

## 系譜
- 父：細川昭元（1548-1592/1615）
- 母：お犬の方（?-1582） - 織田信秀八女、織田信長妹
- 室：不詳
  - 長男：細川義元
  - 次男：細川元明